# Hesher (filme)
Hesher é um drama dirigido por Spencer Susser. Estrelado por Joseph Gordon-Levitt, Natalie Portman, Devin Brochu e Rainn Wilson. O filme retrata a vida de TJ abalado pela morte de sua mãe, assim como seu pai, e que vão morar com a avó de TJ. Além disso surge uma figura que o acompanhará, um anarquista descolado, Hesher, causando problemas por onde passa.

## Elenco
- Joseph Gordon-Levitt - Hesher
- Natalie Portman - Nicole
- Devin Brochu - TJ
- Rainn Wilson - pai de TJ